# 安養寺 (京都市東山区)
安養寺（あんようじ）は、京都市東山区にある時宗の寺院。山号は慈円山。本尊は阿弥陀如来。京都盆地の東山山麓、円山公園の北東隅に位置する。法然上人、親鸞聖人ゆかりの吉水草庵だともされる。
円山公園の一画は、明治政府によって官収された安養寺の元境内で、公園の名称「円山」も安養寺の山号「慈円山」に由来する。

## 歴史
延暦年間（782年 - 806年）に最澄がこの真葛ヶ原の北東の地に、桓武天皇の勅命によって開山となり、建てられたと伝える。平安時代には荒廃していたが、付近の青蓮院に住していた天台宗の慈円（慈鎮和尚）の援助を受けた法然が承安5年（1175年）にこの地に住み、吉水草庵を建てて浄土宗の教えを広め始めた。
証空などの弟子も増えていくと境内が狭くなり、次第に中房、西の旧房、東の新房の三坊に広げられ、建久年間（1190年 - 1198年）には慈円が隠居所「吉水房」を創建する。
浄土真宗の開祖となる親鸞も建仁元年（1201年）にこの地に来、法然の弟子となった。なお、慈円の兄は法然の信者である関白九条兼実であり、親鸞は慈円の下で得度しているという関係があった。
しかし、建永元年（1206年）に起きた承元の法難によって、法然は土佐国、後には讃岐国に流罪にされ、浄土宗の一大拠点吉水草庵は大打撃を受ける。そこに慈円が本格的に吉水草庵ならぬ安養寺の復興に着手しだし、比叡山から弁財天を勧請して弁天堂を建て安養寺の鎮守とし、さらに境内に法華懺法を修する道場として大懺法院を建立したため寺勢は回復し、慈円は吉水僧正や吉水大師と呼ばれるようになった。山号の「慈円山」は慈円からとられたものである。
南北朝時代となり、時宗の国阿上人が永徳年間（1381年 - 1383年）に住職として入って以後は、時宗十二派の一つ、霊山派（現、国阿派）本山正法寺に属し、その末寺となった。
時宗に改宗後は住持は代々「阿弥」号を名乗り、也阿弥、正阿弥など六つの塔頭すべてに「阿弥」が付いていた。勝興庵正阿弥、長寿庵左阿弥、花洛庵重阿弥、多福庵也阿弥、延寿庵連阿弥、多蔵庵源阿弥の6つがあり、「六阿弥」「円山の六坊」などと呼ばれた。
江戸時代には六阿弥それぞれが民衆へ席を貸す「貸座敷」を営み、その卓越した眺望と林泉美を背景に詩歌連俳、歌舞遊宴の名所地として知られた。
1871年（明治4年）には、上知令によって六阿弥が建っていた安養寺の境内地が政府に没収されてしまうが、勝興庵正阿弥の外に4庵が旧境内地の借地や払下げを政府に嘆願し運動したため、1874年（明治7年）に旧境内地の一部が払い下げられ、六阿弥は営業が続けられた。なお、没収地は後に円山公園となっている。
也阿弥、連阿弥、重阿弥が合併して「也阿弥ホテル」として宿と料理屋を営むと、とくに外国人用宿として海外でも評判をとった。その後、火災が起きたりで六阿弥は次第に姿を消したが、現在円山公園内にある料亭「左阿弥」はかつての六塔頭のうち唯一残存したものである。弁天堂前にあった六坊の一つ重阿弥は赤穂浪士が円山会議を開いたところである。

## 境内
- 本堂
- 庫裏
- 書院
- 聖天堂 - 歓喜天を祀る。
- 山門
- 吉水弁財天堂 - 慈円が勧請したという弁財天を祀る[3]。「円山の弁天さん」と呼ばれ、祇園花街の人々から技芸上達の信仰を集める[3]。
- 吉水井（よしみずのい） - 弁天堂の傍らにこの吉水の地の名前の由来となった「吉水井」と呼ばれる涸れた井戸が残されている。かつては慈円が「閼伽の水」とした名水で、青蓮院の儀式にもこの水を使うしきたりがあった[4]。名匠で知られた三条宗近（粟田口吉光とも）がこの吉水で刀を鍛えたとの伝説も残る。
- 石造宝塔（重要文化財） - 高さ3メートルの宝塔。慈円僧正塔（慈鎮の塔）と伝える。鎌倉時代の様式を留めたもので、塔身に釈迦如来と多宝如来の両如来を浮き彫りする。

## 文化財

### 重要文化財
- 石造宝塔